# Shapes of Things
Shapes of Things är en låt av The Yardbirds, skriven av gruppmedlemmarna Keith Relf, Paul Samwell-Smith, och Jim McCarty. Shapes of Things lanserades som singel i februari 1966. Den inkluderades aldrig på något av gruppens studioalbum, utan bara på senare samlingsalbum.
I låten använder sig bandets dåvarande gitarrist Jeff Beck av mycket gitarrfeedback, vilket särskilt kan höras i låtens instrumentala mittsektion. Beck spelade två år senare in låten på nytt med sin nya musikgrupp Jeff Beck Group, och den togs med som första spår på hans debut-LP Truth.
Shapes of Things är listad på Rock and Roll Hall of Fames lista "500 låtar som skapade rock'n'roll", och är även deras enda låt på listan.

## Listplaceringar
| Lista (1966)   | Position                                             |
| -------------- | ---------------------------------------------------- |
| Frankrike      | 66                                                   |
| Kanada         | 7 (RPM)                                              |
| Nya Zeeland    | 2 (NZ Listner)                                       |
| Storbritannien | 3                                                    |
| Sverige        | - (Testad på Tio i topp, ej inröstad, placering: 11) |
| USA            | 11 (Billboard Hot 100)                               |
| Västtyskland   | 22                                                   |